# David Bakan
David Bakan (23. dubna 1921, New York, USA – 18. října 2004, Toronto, Kanada) byl americký psycholog.

## Život a dílo
David Bakan měl zásadní vliv na to, jakým způsobem psychologie zapojila do výzkumu statistiku, zvláště pak statistický test významnosti. Byl jedním z prvních psychologů, kteří propagovali používání bayesovské statistiky jako alternativy ke konvenčním statistickým přístupům, přičemž poprvé na toto téma publikoval v roce 1953. Byl jedním ze zakladatelů divize Americké psychologické asociace 26, Historie psychologie, a v letech 1970–1971 této divizi předsedal.
Po absolvování Brooklynské vysoké školy v roce 1942 studoval psychologii na Univerzitě v Indianě. V roce 1948 získal titul PhD na Státní univerzitě v Ohiu pod vedením Floyda Carltona Dockeraya v oblasti letecké psychologie a aplikované průmyslové psychologie. Od roku 1961 zastával několik univerzitních funkcí, vyučoval na Chicagské univerzitě, Státní univerzitě v Ohiu, na Harvardově univerzitě a Yorské univerzitě v kanadském Torontu. Psal o celé řadě témat včetně psychoanalýzy, náboženství, filozofie a metodologie výzkumu, jakož i o zneužívání dětí. Ve své knize Sigmund Freud a židovská mystická tradice (1958, česky vyšla 2017) se pokusil vysledovat kořeny raných psychoanalytických konceptů a metod v kabale, Zoharu a talmudických výkladech. Jeho kniha Dualita lidské existence: esej o psychologii a náboženství (1966) významně přispěla k dějinám psychologie, zejména ve vztahu k problému introspekce, metodologie výzkumu a psychologie náboženství. V této eseji také razil psychologické používání výrazů „communion“ a „agency“. Agency znamená zaměření na sebe, na nezávislost, sebeprosazení a odlišení se od druhých, communion naopak zahrnuje zájem o druhé, o vytváření vztahů, o soudržnost a harmonii. Mezi další jeho knihy patří O metodě: k rekonstrukci psychologického vyšetřování (1967), Nemoc, bolest a oběť: k psychologii utrpení (1968), Vraždění neviňátek: studie fenoménu zbitého dítěte (1971), A vzali sobě manželky: vznik patriarchátu v západní civilizaci (1979) a Maimonides o proroctví (1991).
Učit přestal v roce 1991 a do své smrti v roce 2004 působil jako emeritní profesor na katedře psychologie Yorské univerzity.